# La Librairie des peuples noirs
La Librairie des peuples noirs et un espace culturel, médiatique, un lieu de dédicaces et de discussions autour de la littérature situé au cœur de la ville de Yaoundé au Cameroun.

## Histoire
La Librairie des peuples noirs est un legs de l'écrivain camerounais Mongo Beti. Avec Odile Tobner, son épouse, il ouvre cette librairie au centre de la ville de Yaoundé dès son retour au Cameroun.

## Actualité
La librairie est réputée pour être le point de distribution d'ouvrages difficiles à trouver au Cameroun.
En novembre 2021, l'acteur politique Maurice Kamto, par ailleurs écrivain et auteur d'ouvrages de poésie, y accueille des lecteurs venus à la dédicace d'un ensemble d'œuvres (écrits, poèmes,...). Sous la supervision de Kouam Tawa, il parlera de ses poèmes et notamment ceux rédigés durant sa mise en demeure pendant la crise postélectorale de 2018 au Cameroun.

## Notes et références

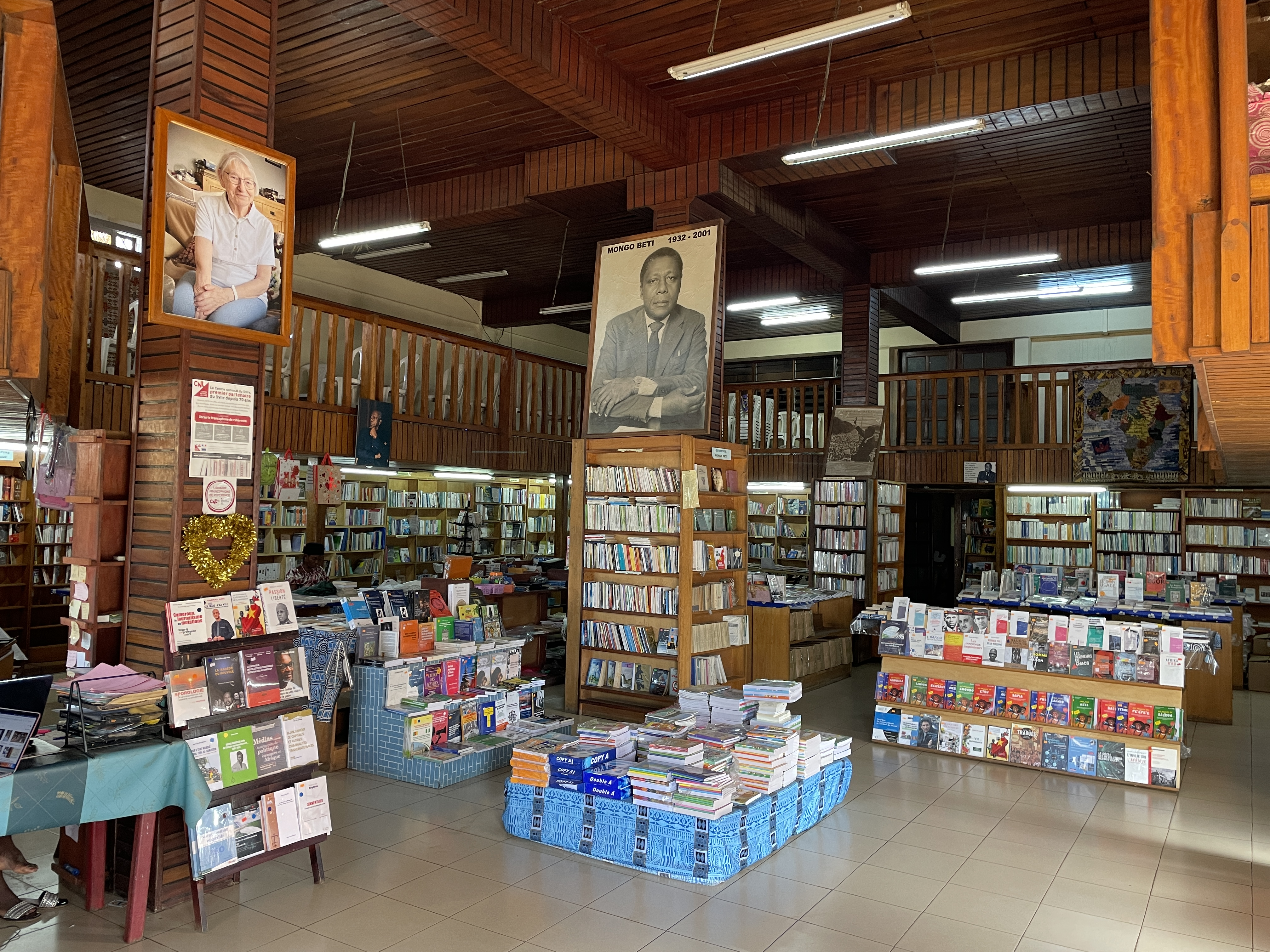
L'intérieur de la librairie en novembre 2024. Les portraits de Mongo Beti et Odile Tobner sont affichés en haut.

## Voir Aussi

### Liens Externes
- Site officiel

| Vidéo externe |                                                             |
|               | Dédicace par Maurice Kamto à la librairie des peuples noirs |